# Australian and New Zealand Army Corps

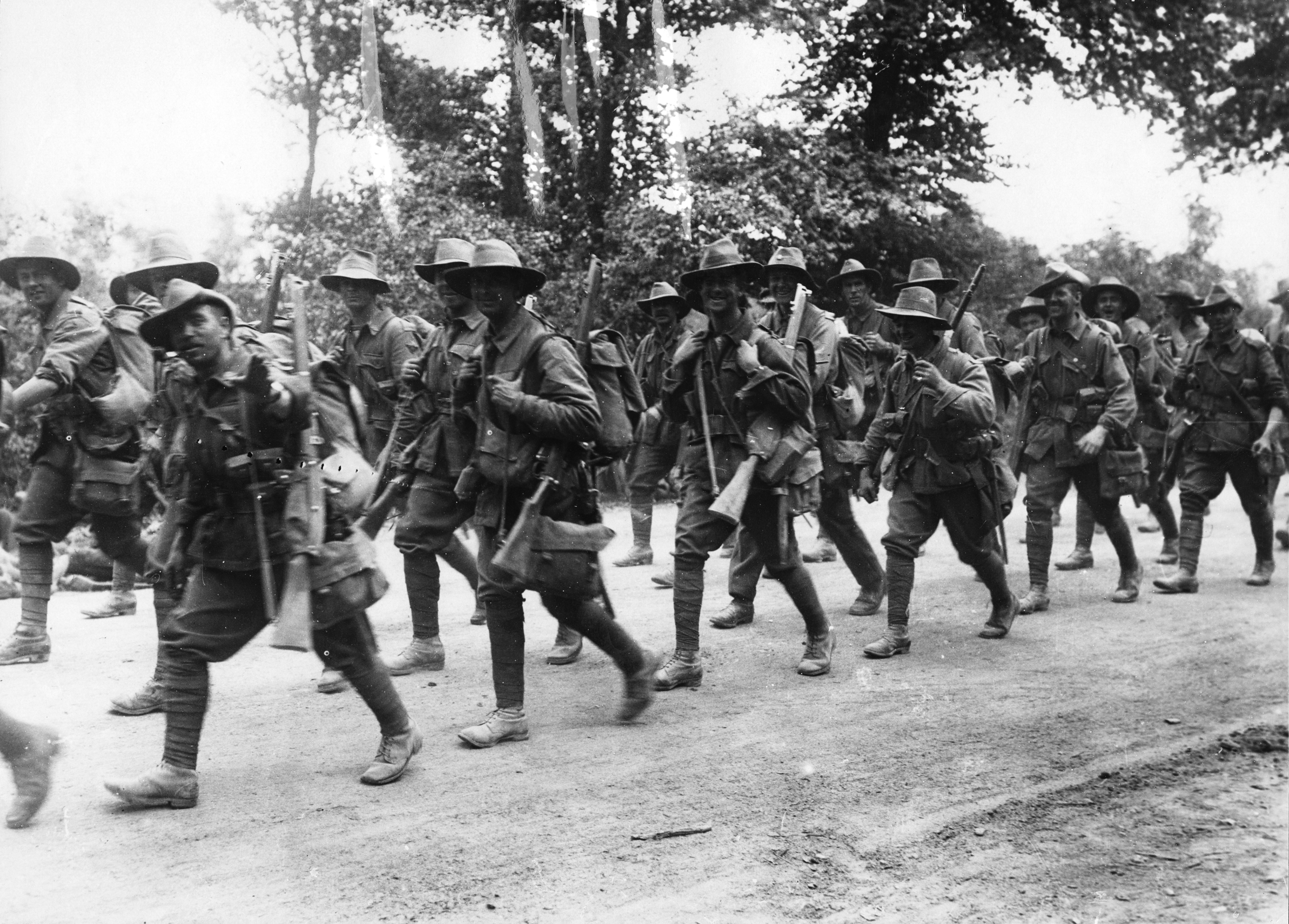
Australské jednotky ve Francii

Australsko-novozélandský armádní sbor (anglicky: Australian and New Zealand Army Corps; zkrácené ANZAC) byl armádní sbor složený z australských a novozélandských jednotek na začátku první světové války v rámci Britského impéria. Tyto jednotky složené z dobrovolníků byly nasazeny do bojů proti Osmanské říši. Později byl sbor reorganizován a nasazen na Blízkém východě a západní frontě. ANZAC byl zformován i během druhé světové války. Později se toto označení používalo pro několik australských a novozélandských praporů, které bojovaly během války ve Vietnamu.
25. duben, datum nasazení Anzac při Gallipoli je v Austrálii i na Novém Zélandu dodnes státním svátkem.

## Historie

### Australský a novozélandský armádní sbor při Gallipoli

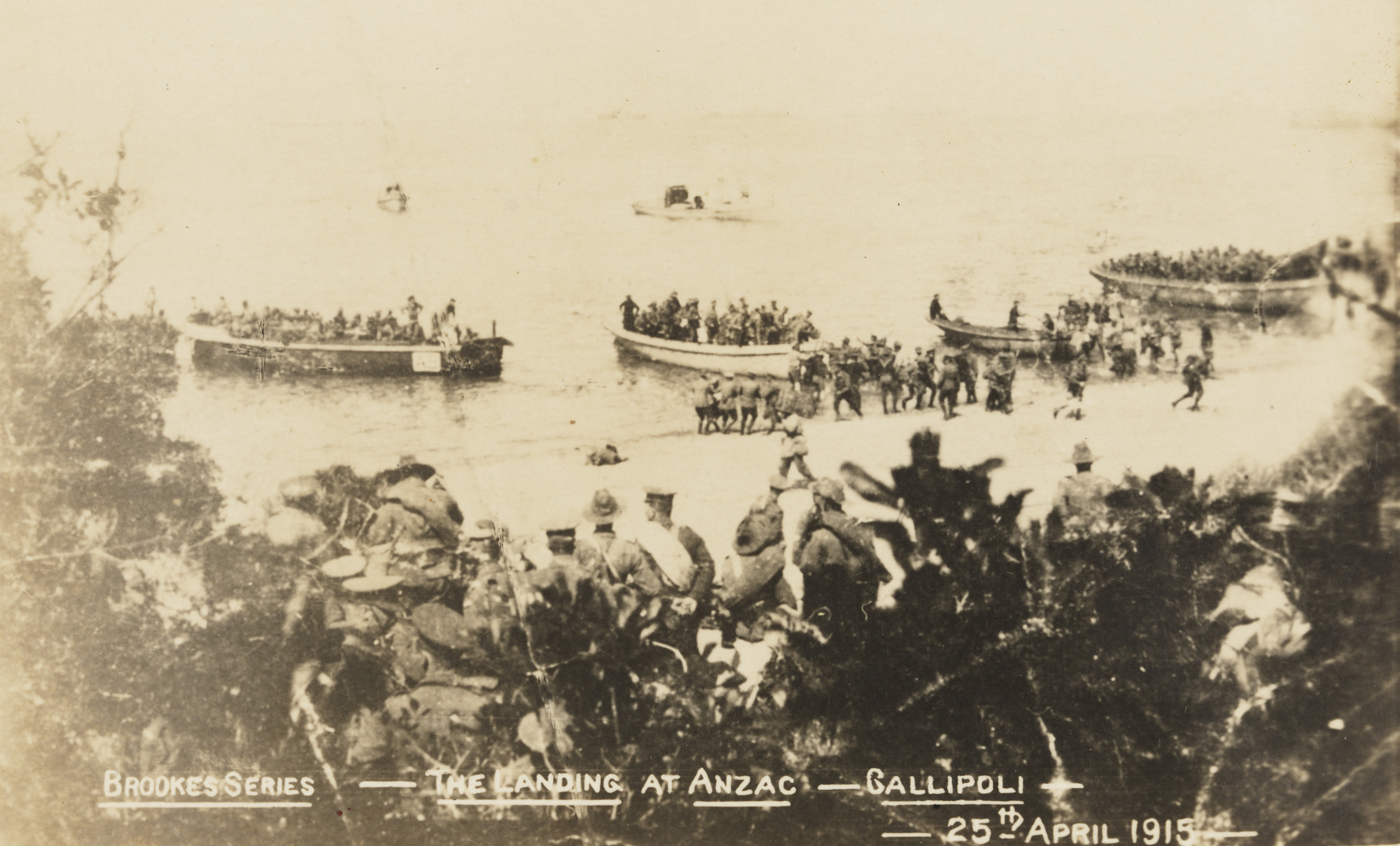
Vylodění australských jednotek v zátoce Anzac, 25. duben 1915

Koncem roku 1914 měly australské a novozélandské jednotky, které byly zformovány ve svých domovských zemích přesunout přes Suezský průplav do Evropy. V Egyptě měli absolvovat výcvik a být nasazeny ve Francii na západní frontě. Po rozhodnutí uskutečnit Dardanelského výsadkovou operaci se jejich místo určení změnilo na Gallipoli. Velitelem sboru byl generál William Birdwood. Sbor tvořila 1. australská divize a Australská a novozélandská divize. Během bitvy byly jako pěchota nasazeny i třetí australská a první novozélandská jezdecká brigáda. 2. australská divize dorazila na bojiště v srpnu 1915.

### Další nasazení během 1. světové války
Po evakuaci z Gallipoli kde byli brutáně poraženi v listopadu 1915 byly australské a novozélandské jednotky přesunuty do Egypta, kde proběhla jejich reorganizace. Novozélandská část vytvořil vlastní Novozélandskou divizi a Australské imperiální jednotky byly rozšířeny o další 2 divize (4. a 5. divize).

Australané v Egyptě, 1916

Tyto divize vytvořily nové dva sbory I. ANZAC Corps (Birdwood) a II. ANZAC Corps (Godley). Označení „ANZAC“ se později stalo akronymem a byly používány pro jakékoli vojenské jednotky, které zahrnovaly australská nebo novozélandská vojska. Byla také vytvořena ANZAC jezdecká divize, kterou tvořili 3. australská a 1. novozélandská lehká jezdecká brigáda. Tato jednotka operovala na Blízkém východě, zejména v Egyptě a na Sinajském poloostrově, kde bojovala v bitvě u Romani, Magdhabe a Rafy, v Palestině v první a druhé bitvě o Gazu, Jeruzalémě, Jerichu, Megido, a také Sýrii.

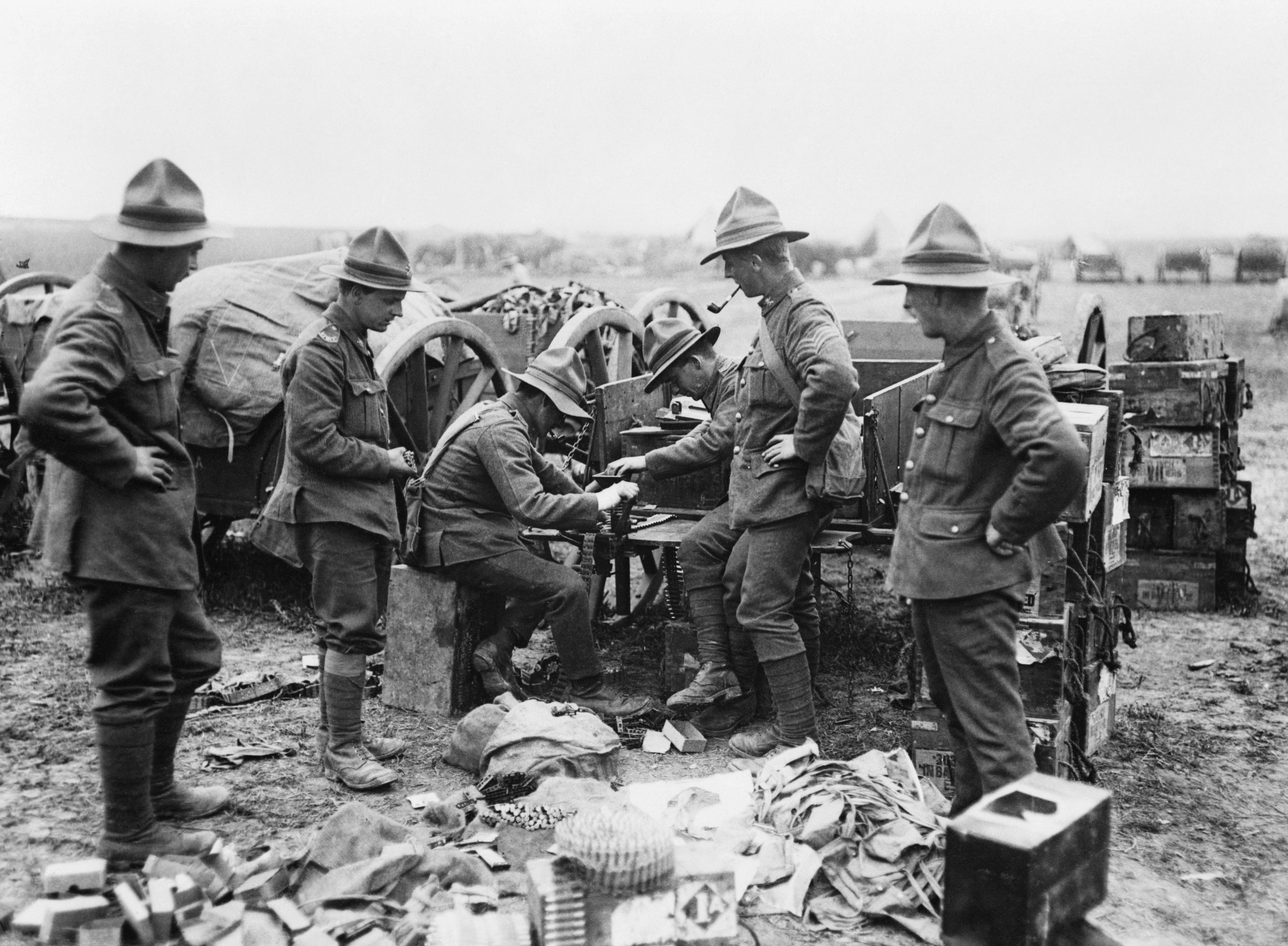
Novozélanďané na západní frontě v roce 1918

Na západní frontě byly jednotky ANZAC nasazeny ve více bitvách. První z nich byla bitva u Fromelles, probíhající 19. a 20. července 1916, během níž v průběhu noci Australané ztratili 5533 mužů, kteří byli ranění a mrtví. Účastnili se také bitvy na Sommě, avšak ne jako celek, ale jako součást větších britských jednotek. Jako celek zasáhly během bojů o Pozières 23. července 1916. Bojů se účastnil I. ANZAC – 1., 2. a 4. divize. I. ANZAC byl později přejmenován na I. australský sbor a byly do něj přesunuty všechny australské divize na frontě, vznikl tak nejsilnější armádní sbor dohodových vojsk.

## Jednotky po skončení 1. světové války
V dubnu 1941, během druhé světové války, bylo velitelství Prvního australského sboru přesunuto do Řecka a přesto, že součástí sboru byly kromě 2. novozélandské divize i některé řecké a britské jednotky, byl 12. dubna označený jako ANZAC. Během bitvy o Řecko sbor v průběhu 23. a 24. dubna z Řecka ustoupil na Krétu a označení se více nepoužívalo.
Během války ve Vietnamu byly dvě roty královského novozélandského pěchotního praporu spojené s královským australským plukem. Tyto spojené jednotky měly ke svému oficiálnímu označení připojenou zkratku (ANZAC).
Během násilností ve Východním Timoru byla nasazena společná australsko-novozélandská bojová skupina označena jako bojová skupina ANZAC. Tato jednotka vznikla v září 2006.